# Diana (especial de televisión)
Diana fue un especial para televisión de 1981 de la artista Diana Ross, producido y emitido por la cadena estadounidense CBS. Se grabó en The Forum, en California, en febrero del mismo año, y contó con estrellas invitadas y se dividió en una parte en vivo y varias escenas grabadas en estudio de coreografía, con Diana Ross como participante. Fue el primer especial televisivo de Ross que no estuvo a cargo de su disquera, Motown.
Fue dirigido por Steve Binder, quien en 1968 dirigió el especial de televisión de Elvis Presley, conocido como el Comeback Special, y fue producido por Binder y la propia Diana Ross, a través de su empresa Diana Ross Enterprises, Inc.

## Contexto

### Antecedentes
Diana Ross apareció junto a su pupilo Michael Jackson en la película The Wiz de 1978, adaptación cinematográfica del musical homónimo dirigida por Sidney Lumet.

## Grabación
El espectáculo se realizó el 5 de febrero de 1981, en el The Forum, un estadio de California, ubicado en la ciudad de Inglewood.

### Participaciones
En el show aparecieron como estrellas invitadas Larry Hagman, Quincy Jones y el propio Jackson.

#### Michael Jackson
Diana Ross anunció a Jackson, luego de hablar sobre su amistad en los años 70. El artista ingresó al escenario, abrazó a la artista e interpretó el tema Rock With You, en un set distinto. LLevaba traje blanco.
Cuando terminó la transmisión se pudo ver a Jackson abrazando a Ross, para luego bajar del escenario, en este caso llevaba chaqueta negra.

## Emisión
El especial fue emitido la noche del 2 de marzo de 1981, por la cadena CBS bajo el nombre Diana.
La apertura del show muestra a la artista en una sesión de fotos en un helipuerto con su nombre en letras de luces. La cámara se aleja hasta mostrar el nombre del programa en fondo oscuro. Suena de fondo la canción I'm Counting Out y le da la antesala al ingreso de la artista al estadio. En medio de canciones se muestran escenas de la artista grabadas en estudio, donde canta, baila, da soliloquios y posa para sesiones de fotos.